# شیکو نتو
شیکو نتو (پرتغالی: Chico Netto; زاده ۹ آوریل ۱۸۹۴ – درگذشته ۱۸ ژوئن ۱۹۵۹) بازیکن و مربی فوتبال اهل برزیل بود.
از باشگاه‌هایی که در آن بازی کرده‌است می‌توان به فلومیننزه و باشگاه فوتبال آمریکا (ریو دو ژانیرو) اشاره کرد. نتو در سال ۱۹۱۷ و ۱۹۲۳ سرمربی تیم ملی فوتبال برزیل بوده است.